# Sede suburbicaria di Ostia

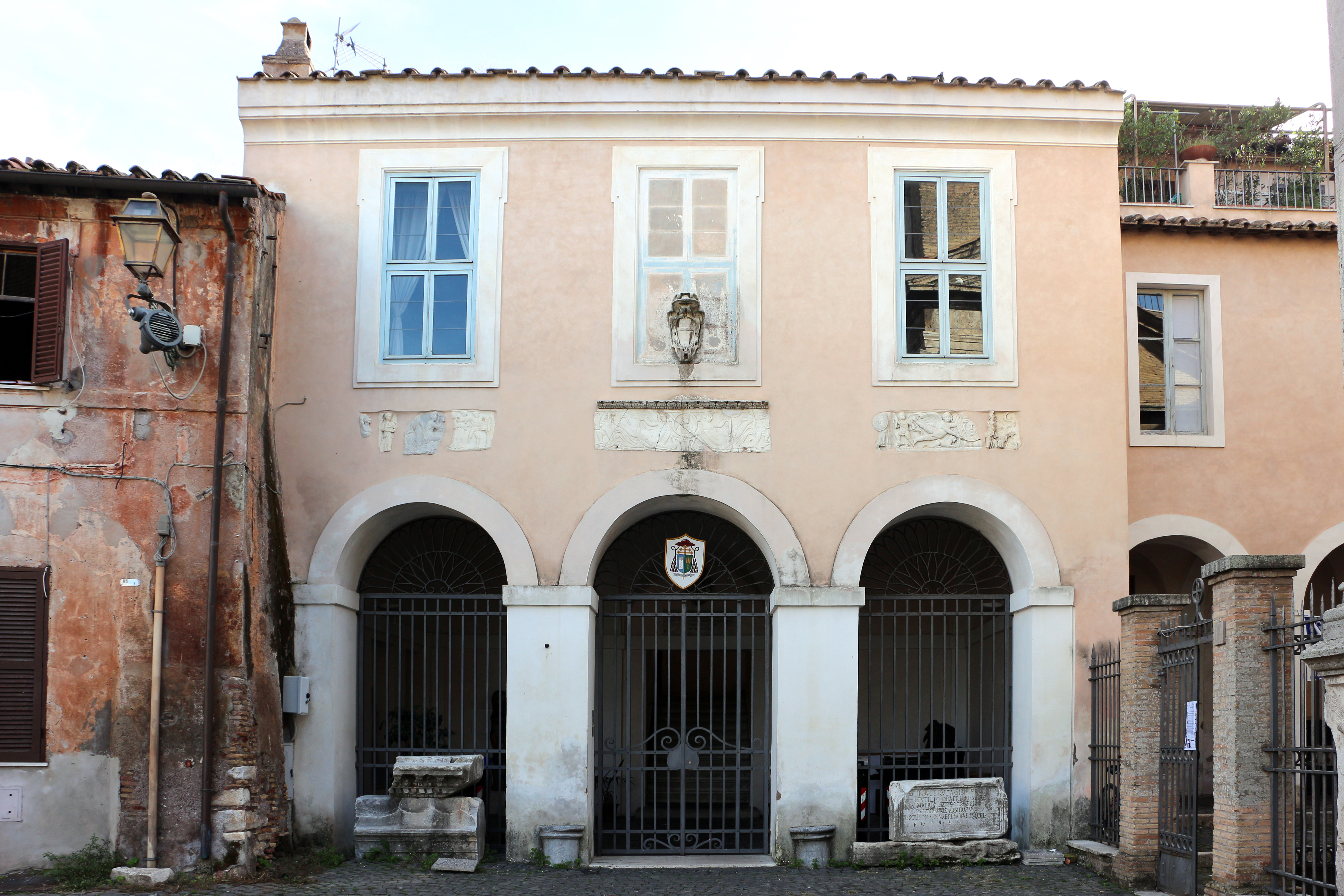
Il palazzo vescovile di Ostia.

La sede suburbicaria di Ostia (in latino Ostiensis) è una sede della Chiesa cattolica in Italia suffraganea della diocesi di Roma appartenente alla regione ecclesiastica Lazio. Nel 2023 contava 15.170 battezzati su 18.500 abitanti. È retta dall'amministratore apostolico cardinale Baldassare Reina, mentre il titolo è del cardinale Giovanni Battista Re.

## Territorio
A partire dal 17 luglio 2012 i confini tra la diocesi di Ostia e la diocesi di Roma sono stati modificati in virtù del decreto Quo aptius christifidelium della Congregazione per i vescovi. In seguito a questa decisione, la diocesi ostiense, la più piccola d'Italia con i suoi 31 km², copre parte delle zone di Ostia Antica e di Casal Palocco nel comune di Roma, ed è compresa tra il Tevere e la via Cristoforo Colombo e attraversata dalla via del Mare.

### Parrocchie
La diocesi è costituita da due parrocchie, inserite nella prefettura XXVI nel settore sud della diocesi di Roma:
- la parrocchia della cattedrale, la basilica di Sant'Aurea, officiata dagli agostiniani;[2]
- la parrocchia di Sant'Agostino Vescovo, istituita nell'agosto del 2012 e affidata al clero secolare romano.[3]

## Storia
La diocesi di Ostia è una delle più antiche d'Italia, attestata a partire dal III secolo. Il martirologio geronimiano documenta la presenza di diversi santi e martiri ostiensi, tra cui sant'Asterio, san Ciriaco vescovo associato con sant'Archelao, sant'Edisto e soprattutto sant'Aurea, di cui, secondo la biografia di papa Sergio I (687-701) nel Liber pontificalis, esisteva una basilica in suo onore prima dell'VIII secolo. Questi santi attestano l'esistenza ad Ostia di una fiorente comunità cristiana prima della pace costantiniana. Non si può dimenticare che ad Ostia morì nel 387 la madre di sant'Agostino d'Ippona, santa Monica.
Oltre a Ciriaco, ricordato nel martirologio geronimiano, la tradizione agiografica menziona il vescovo Massimo I, che il 22 luglio dell'anno 259 avrebbe consacrato vescovo di Roma papa Dionisio dopo il martirio di papa Sisto II. Secondo un'antica tradizione, documentata dal Liber Pontificalis nella vita di papa Marco (336) e da sant'Agostino, i vescovi di Ostia avevano il diritto di consacrare il nuovo vescovo di Roma.
Il primo vescovo ostiense storicamente documentato è Massimo II, che prese parte al sinodo riunito da papa Milziade a Roma in domum Faustae in Laterano dal 30 settembre al 2 ottobre 313, per ristabilire l'unione e la concordia tra le Chiese dell'Africa romana, divise fra cattolici e donatisti, e per giudicare l'operato di Ceciliano di Cartagine. Nel primo concilio di Arles del 314 presero parte due sacerdoti di Ostia, Leonzio e Mercurio.
Secondo il Liber Pontificalis, l'imperatore Costantino I fece edificare la primitiva cattedrale ostiense, dedicata ai Santi Pietro, Paolo e Giovanni. «L'imperatore donò cospicui beni mobili ed immobili alla basilica, tra cui fondi in Sabina e nel Lazio meridionale e, nei paraggi, l'isola Assis, probabilmente l'odierna isola Sacra, e Balneolum (oggi Bagnoletto). Recenti indagini condotte da archeologi tedeschi, effettuate con l'ausilio di prospezioni magnetometriche, hanno individuato una basilica a tre navate, che potrebbe corrispondere a quella costantiniana, nella regio V di Ostia, ad est, databile al IV ed abbandonata intorno alla metà del VII».
I successivi vescovi di Ostia, che godevano del diritto di indossare il pallio e di consacrare con l'olio santo gli imperatori, sono noti per la loro partecipazione a concili celebrati a Roma o per importanti incarichi assunti a nome dei papi. Tra questi si possono menzionare: Gregorio I, che nel 707 assolveva l'ufficio di bibliothecarius Sanctae Ecclesiae; Giorgio, che nel 755 fece parte della delegazione che accompagnò papa Stefano II in Francia, e che, secondo Duchesne, per la sua intensa attività diplomatica d'oltralpe, fu promosso al vescovado di Amiens; Gregorio II, che nel 787 fu inviato come legato papale in Britannia per presiedere un concilio; Donato, che fece parte della delegazione pontificia al concilio di Costantinopoli dell'869-870, dove venne condannato l'operato del patriarca Fozio, e Eugenio, che dieci anni dopo prese parte al concilio costantinopolitano che riabilitò il patriarca.
Le guerre, le epidemie e le inondazioni resero col tempo inabitabile l'antica città di Ostia, che pian piano fu abbandonata e ridotta in rovina. Diversi papi intervennero per bonificare la zona e renderla sicura dagli attacchi esterni, soprattutto dei Saraceni. Secondo la testimonianza di Anastasio bibliotecario, papa Gregorio IV (827-844) fece costruire una cittadella fortificata, nota in seguito col nome di Gregoriopoli, identificata, ma non unanimemente, con l'odierno borgo di Ostia Antica.
Nel X secolo il vescovo Sicone (o Siccone) partecipò al sinodo romano del 6 novembre 963 che depose papa Giovanni XII e fu tra i consacratori di Leone VIII; il suo operato fu condannato nel sinodo del 26 febbraio 964, durante il quale Sicone fu privato della sua dignità episcopale e deposto dalla sua sede. La prima metà dell'XI secolo è segnata dalla presenza del beato Gregorio, «celebre per le virtù e pei miracoli» inviato come legato papale in Navarra e Castiglia.
«Tra il 1060 e il 1150, diversi cardinali-vescovi di Ostia si erano occupati del governo di Velletri, assumendone, forse, anche il titolo; tra essi figurano personalità di spicco dell'epoca: Pier Damiani, Gerardo (o Gherardo), Leone Marsicano». Occorre menzionare anche il vescovo Alberico (1138-1148), che fu legato papale in Terra santa, dove presiedette un concilio a Gerusalemme, in Inghilterra e in Francia. Nel 1150 papa Eugenio III unì in via definitiva la sede di Ostia con la diocesi di Velletri; l'unione durò fino agli inizi del Novecento. Secondo lo storico Chacon (1667), l'unione era motivata dal fatto che ormai Ostia era completamente abbandonata e in totale stato di degrado, tanto da non avere più nemmeno una cattedrale.
«Il titolo di episcopus Ostiensis et Veliternus non indicava, peraltro, uguale peso giurisdizionale: infatti, mentre, da una parte Ostia non ebbe più né capitolo né canonici, dall'altra crebbe maggiormente l'importanza di Velletri. L'arciprete di Velletri aveva il diritto di intervenire alla consacrazione del papa, qualora fosse irreperibile il cardinale vescovo; il vicario capitolare esercitava giurisdizione ordinaria in Ostia. Gli stessi vescovi considerarono sempre Velletri come sede primaria: vi tenevano le principali funzioni, vi trovava sede il tribunale, vi riunivano i sinodi.»
Tra i vescovi delle sedi unite ricordiamo: il beato Latino Malabranca Orsini (1278-1294), grande statista e diplomatico; Niccolò Alberti (1303-1321), noto come il pacificatore della Toscana; e numerosi cardinali-vescovi che divennero in seguito papi. Durante la cattività avignonese, tutti i vescovi di Ostia furono francesi, residenti ad Avignone o in servizio come legati; il più famoso fra loro fu Pierre d'Estaing (1373-1377) che persuase papa Urbano V a tornare a Roma. Durante il grande scisma, ognuno dei papi rivali nominò un proprio vescovo ostiense. Fra i vescovi legittimi possono essere menzionati Guillaume d'Estouteville (1461-1483) che fece costruire il palazzo vescovile e la basilica di Sant'Aurea; e Giuliano della Rovere (1483-1503, futuro papa Giulio II), che continuò e completò l'opera di recupero e di valorizzazione di Ostia con la costruzione del castello-fortezza.
A partire dal 1587, per decisione di papa Sisto V, il titolo di vescovo di Ostia fu assegnato al decano del collegio cardinalizio.
Il 5 maggio 1914 papa Pio X, con il motu proprio Edita a Nobis, separò nuovamente le diocesi di Ostia e Velletri e stabilì la normativa che il cardinale divenuto decano del collegio cardinalizio avrebbe unito la sede di cui era già titolare con quella di Ostia.
Il 22 maggio 1948, con il decreto Perantiquae et illustris della Congregazione Concistoriale, furono ridefiniti i confini con la diocesi di Roma, a cui Ostia cedette le parrocchie dei Santi Martino e Antonio di Castel di Decima, di San Michele arcangelo di Castel Romano, di Santa Maria del Soccorso di Castel Porziano e di Regina Pacis del Lido di Ostia; con queste disposizioni l'area della diocesi fu delimitata al solo borgo medievale e al castello, attorno alla basilica di Sant'Aurea, sede del titolo suburbicario. Il decreto Quo aptius christifidelium del 2012 ha ulteriormente aggiornato il territorio della diocesi, ed ha portato all'erezione di una seconda parrocchia, dedicata ad Agostino d'Ippona.
In seguito alla separazione degli uffici fra cardinale titolare e vescovo residenziale nelle sedi suburbicarie, riforma attuata da papa Giovanni XXIII nel 1962, la diocesi di Ostia gode di una particolare situazione canonica: infatti, con decreto della Congregazione Concistoriale del 18 novembre 1966, la diocesi di Ostia non ha un proprio vescovo residenziale, ma è affidata in amministrazione apostolica al vicario generale per la diocesi di Roma che vi esercita la sua giurisdizione coadiuvato dal vescovo ausiliare del settore sud della città in qualità di vicario generale. Il decano del collegio cardinalizio conserva il titolo di "Cardinale vescovo del titolo suburbicario di Ostia".
Nel febbraio 1984 papa Giovanni Paolo II con la bolla Si quis ha ristabilito il capitolo dei canonici della cattedrale ostiense, costituito da un arciprete e undici canonici.
Sono stati dodici i cardinali di Ostia eletti papa: Urbano II (1088), Onorio II (1124), Lucio III (1181), Gregorio IX (1227), Alessandro IV (1254), Innocenzo V (1276), Benedetto XI (1303), Innocenzo VI (1352), Giulio II (1503), Paolo III (1534), Paolo IV (1555) e Benedetto XVI (2005).

## Cronotassi dei vescovi
Si omettono i periodi di sede vacante non superiori ai 2 anni o non storicamente accertati.

### Vescovi e cardinali vescovi di Ostia
- San Ciriaco ? † (229 ? - 235 deceduto)
- Massimo I ? † (menzionato nel 259)
- Massimo II † (menzionato nel 313)[19]
- Anonimo † (menzionato nel 336)
- Fiorenzo † (prima del 366 - prima del 383/384)[19]
- Bono † (menzionato nel 487)[19]
- Bellatore † (prima del 492/496 - dopo il 499)[19]
- Aristo † (prima del 501 - dopo il 502)[19]
- Glorioso † (menzionato nel 598)[19]
- Amabile † (menzionato nel 649)
- Andrea † (prima del 679 - dopo il 685)
- Gregorio I † (menzionato nel 707)
- Sisinnio † (menzionato nel 732)
- Teodoro † (prima del 743 - dopo il 745)[20]
- Giorgio I † (prima del 753 - dopo il 769)[21]
- Gregorio II † (menzionato nel 787)
- Giorgio II † (menzionato nel 798)[22]
- Bernardo † (menzionato nell'804)
- Pietro I ?[23] † (menzionato nell'805)
- Cesario † (menzionato dell'826)
- Megisto (o Megezio) † (prima dell'853 - dopo l'861)[24]
- Donato † (prima dell'868 - dopo l'870)
- Eugenio † (menzionato nell'879)
- Stefano ?[25] † (menzionato nell'898)
- Guido † (menzionato nel 900)
- Benigno ?[26] † (menzionato nel 946)
  - Sicone † (prima del 960 - 964 deposto) (antivescovo)
  - Gregorio III † (menzionato nel 964) (antivescovo)
- Leone † (prima del 967/968 - dopo il 983)[27]
- Azzone I † (menzionato nel 996)
- Gregorio IV † (menzionato nel 998)[28]
- Pietro II ? † (menzionato nel 1003)
- Tiberio ? † (menzionato nel 1005)
- Azzone II † (menzionato nel 1013)
- Pietro III † (prima di novembre 1021 - dopo novembre 1036)
- Beato Gregorio V † (circa 1037 - 1044 deceduto)
- Benedetto † (menzionato ad aprile 1044)[29]
- Giovanni I † (menzionato nel 1050)
- San Pier Damiani, O.S.B.Cam. † (14 marzo 1058 - circa 1066 dimesso)
- San Geraldo, O.S.B.Clun. † (1067 - 6 dicembre 1077 deceduto)
  - Giovanni II † (menzionato nel 1075) (antivescovo)
- Beato Oddone I di Lagery, O.S.B.Clun. † (1078 - 12 marzo 1088 eletto papa con il nome di Urbano II)
- Oddone II di Lagery (o di Châtillon), O.S.B.Clun. † (1095 - 31 marzo 1102 deceduto)
  - Giovanni II † (circa 1084 - dopo il 1098) (pseudocardinale dell'antipapa Clemente III)[30]
- Leone dei conti di Marsi, O.S.B. † (1102 - 22 marzo o maggio 1115 o 1116 deceduto)
- Lamberto Scannabecchi, C.R.S.A. † (1117 - 15 dicembre 1124 eletto papa con il nome di Onorio II)
- Pandolfo ? † (1124 - 1126)
- Vitale Giovanni, O.S.B.Cam. † (dicembre 1126 - 1133 deceduto)
- Pietro, O.S.B. † (1133 - 8 marzo 1134 deceduto)
- Drogone, O.S.B. † (1134 - 1138 deceduto)
- Alberico di Beauvais, O.S.B.Clun. † (1138 - 20 novembre 1148 deceduto)
- Guido † (1148 o 1149 - dopo il 30 gennaio 1150 deceduto)
  - Sede unita a Velletri (1150-1914)
- Serafino Vannutelli † (25 maggio 1914 - 19 agosto 1915 deceduto)
- Vincenzo Vannutelli † (6 dicembre 1915 - 9 luglio 1930 deceduto)
- Gennaro Granito Pignatelli di Belmonte † (9 luglio 1930 - 16 febbraio 1948 deceduto)
- Francesco Marchetti Selvaggiani † (16 febbraio 1948 - 13 gennaio 1951 deceduto)
- Eugène Tisserant † (13 gennaio 1951 - 18 novembre 1966 dimesso)

### Cardinali vescovi del titolo suburbicario di Ostia
- Eugène Tisserant † (18 novembre 1966 - 21 febbraio 1972 deceduto)
- Amleto Giovanni Cicognani † (24 marzo 1972 - 17 dicembre 1973 deceduto)
- Luigi Traglia † (7 gennaio 1974 - 22 novembre 1977 deceduto)
- Carlo Confalonieri † (12 dicembre 1977 - 1º agosto 1986 deceduto)
- Agnelo Rossi † (19 dicembre 1986 - 31 maggio 1993 dimesso)
- Bernardin Gantin † (5 giugno 1993 - 30 novembre 2002 dimesso)
- Joseph Ratzinger † (30 novembre 2002 - 19 aprile 2005 eletto papa con il nome di Benedetto XVI)
- Angelo Sodano † (30 aprile 2005 - 21 dicembre 2019 dimesso)
- Giovanni Battista Re, dal 18 gennaio 2020

### Amministratori apostolici di Ostia
- Luigi Traglia † (18 novembre 1966 - 9 gennaio 1968 dimesso)
- Angelo Dell'Acqua, O.SS.C.A. † (13 gennaio 1968 - 27 agosto 1972 deceduto)
- Ugo Poletti † (13 ottobre 1972 - 17 gennaio 1991 ritirato)
- Camillo Ruini (17 gennaio 1991 - 27 giugno 2008 ritirato)
- Agostino Vallini (27 giugno 2008 - 26 maggio 2017 ritirato)
- Angelo De Donatis (29 giugno 2017 - 6 aprile 2024 nominato penitenziere maggiore)
- Baldassare Reina, dal 6 aprile 2024[31]

## Statistiche
La diocesi nel 2023 su una popolazione di 18.500 persone contava 15.170 battezzati, corrispondenti all'82,0% del totale.
| anno | popolazione | popolazione | popolazione | presbiteri | presbiteri | presbiteri | presbiteri                | diaconi | religiosi | religiosi | parrocchie |
| anno | battezzati  | totale      | %           | numero     | secolari   | regolari   | battezzati per presbitero | diaconi | uomini    | donne     | parrocchie |
| ---- | ----------- | ----------- | ----------- | ---------- | ---------- | ---------- | ------------------------- | ------- | --------- | --------- | ---------- |
| 1948 | 3.500       | 3.700       | 94,6        | 3          |            | 3          | 1.166                     |         | 3         | 6         | 1          |
| 2012 | 15.300      | 17.000      | 90,0        | 5          | 2          | 3          | 3.060                     |         | 3         | 12        | 2          |
| 2013 | 15.300      | 17.000      | 90,0        | 6          | 3          | 3          | 2.550                     |         | 3         | 12        | 2          |
| 2016 | 15.170      | 18.500      | 82,0        | 3          | 1          | 2          | 5.056                     |         | 2         | 12        | 2          |
| 2019 | 13.983      | 17.053      | 82,0        |            |            |            |                           | 2       |           | 9         | 2          |
| 2021 | 15.170      | 18.500      | 82,0        |            |            |            |                           | 1       |           | 20        | 2          |
| 2023 | 15.170      | 18.500      | 82,0        |            |            |            |                           | 1       |           | 20        | 2          |